# Vil·la romana de la Sagrera
La vil·la romana de la Sagrera és un jaciment arqueològic trobat el juny del 2011 durant la construcció de l'estació de l'AVE de la Sagrera, a Barcelona. El jaciment és a la confluència dels barris de la Sagrera i la Verneda. A causa de la construcció de l'estació, el jaciment fou parcialment destruït.
La vil·la, de considerables dimensions (1.100m²), està conformada per diverses construccions, termes, piscines i diverses canalitzacions aqüíferes. La troballa més important trobada al jaciment han estat dos mosaics de 60m², una làpida funerària, pintures murals en sòcols i dos caps de marbre, una de Dionís, déu del vi, i una altra de Silè, sàtir i deïtat menor de l'embriaguesa.
Segons els experts municipals, una part de la vil·la (sector nord) correspon a un espai ornamental similar a un santuari mitològic dedicat a les nimfes, amb una sèrie d'habitacions disposades en bateria. A més del sector nord, hi ha una gran part central (atri) al voltant del qual es distribueixen les edificacions de la part edificada de la vil·la. Entre altres habitacions, hi ha les restes del que podria de ser una sala d'aspecte ostentós destinada possiblement a reunions i recepcions. Finalment, en el sector sud hi ha el recinte termal, on s'ha identificat una piscina d'aigua freda (frigidari) i altra d'aigua calenta (caldari) amb la seva càmera d'acumulació d'aire procedent d'un forn.
Es calcula que la vil·la fou construïda amb anterioritat a la fundació de Bàrcino, el segle i aC, mentre que per la troballa de fragments de ceràmica alt-imperial i altres indicis fan pensar que la vil·la mantengué la seva activitat durant un llarg període posterior, ben bé fins al segle viii.
Malgrat la previsibilitat de la troballa, segons alguns experts les administracions públiques no van adoptar cap mesura preventiva fins que ja va ser impossible no colgar totes les troballes sota l'accés mar per cotxes a l'estació de l'AVE de la Sagrera. L'excavació va començar l'any 2011.

## Galeria

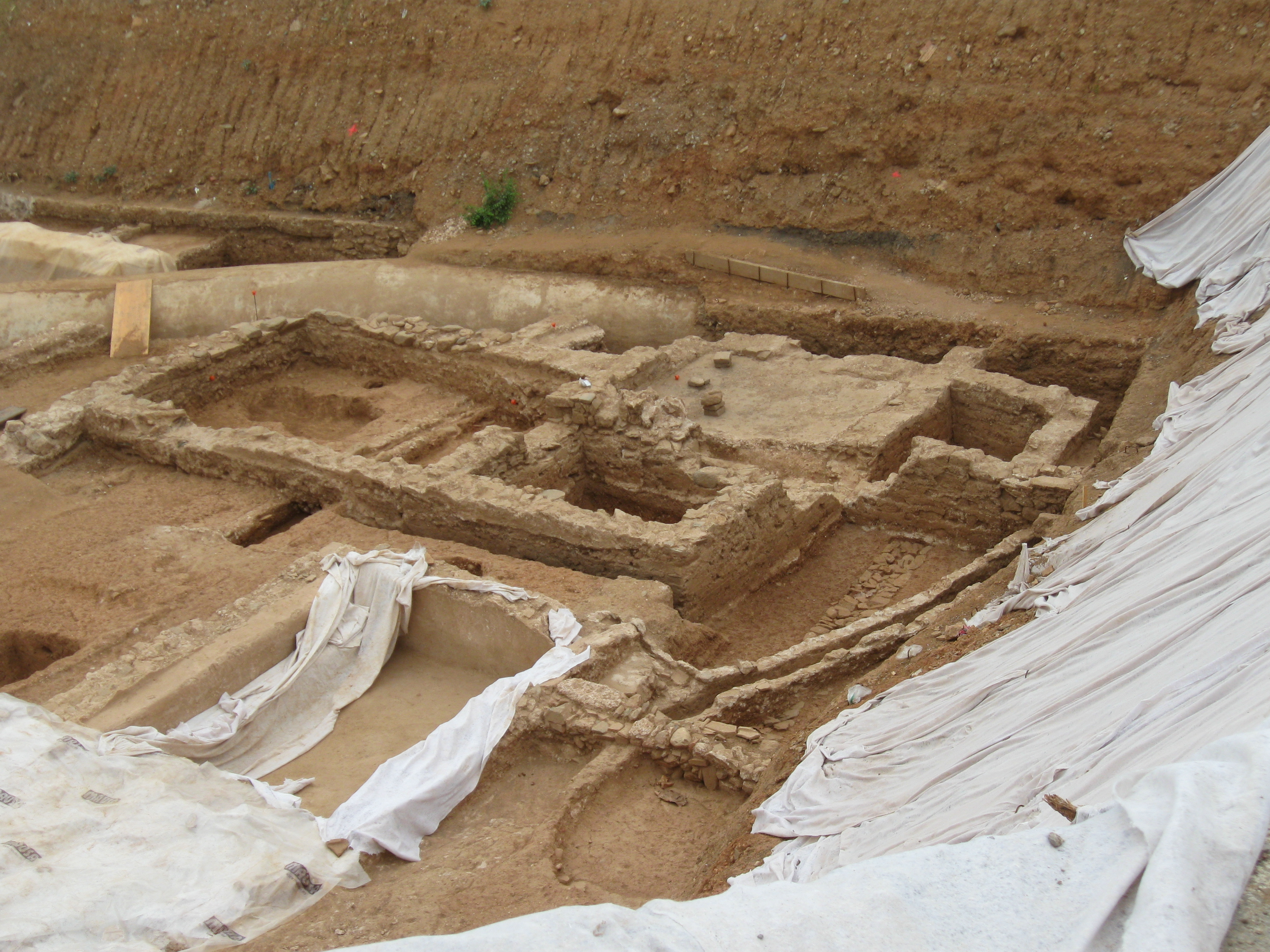
Vista parcial del jaciment.
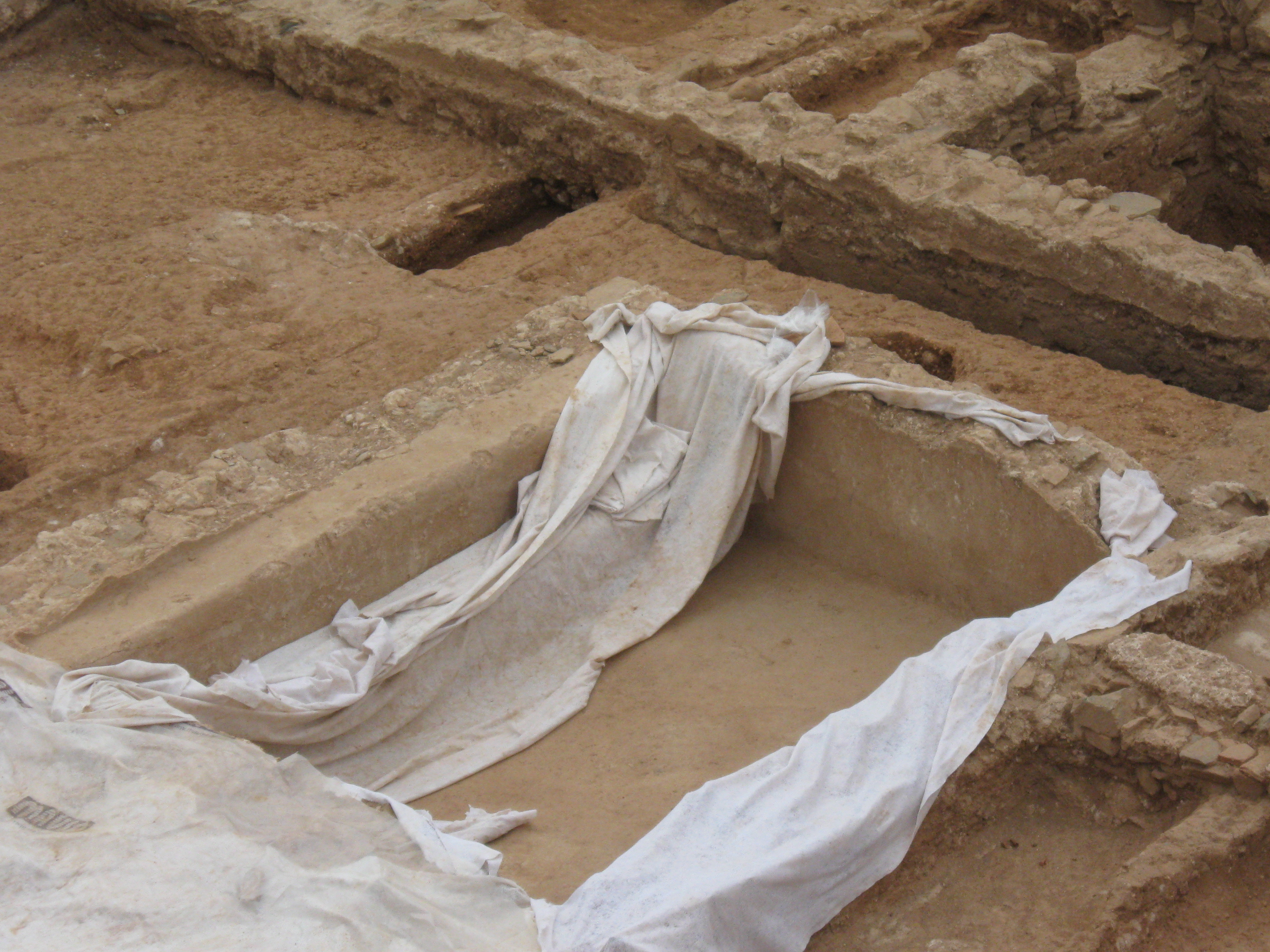
Piscina trobada a la vil·la.
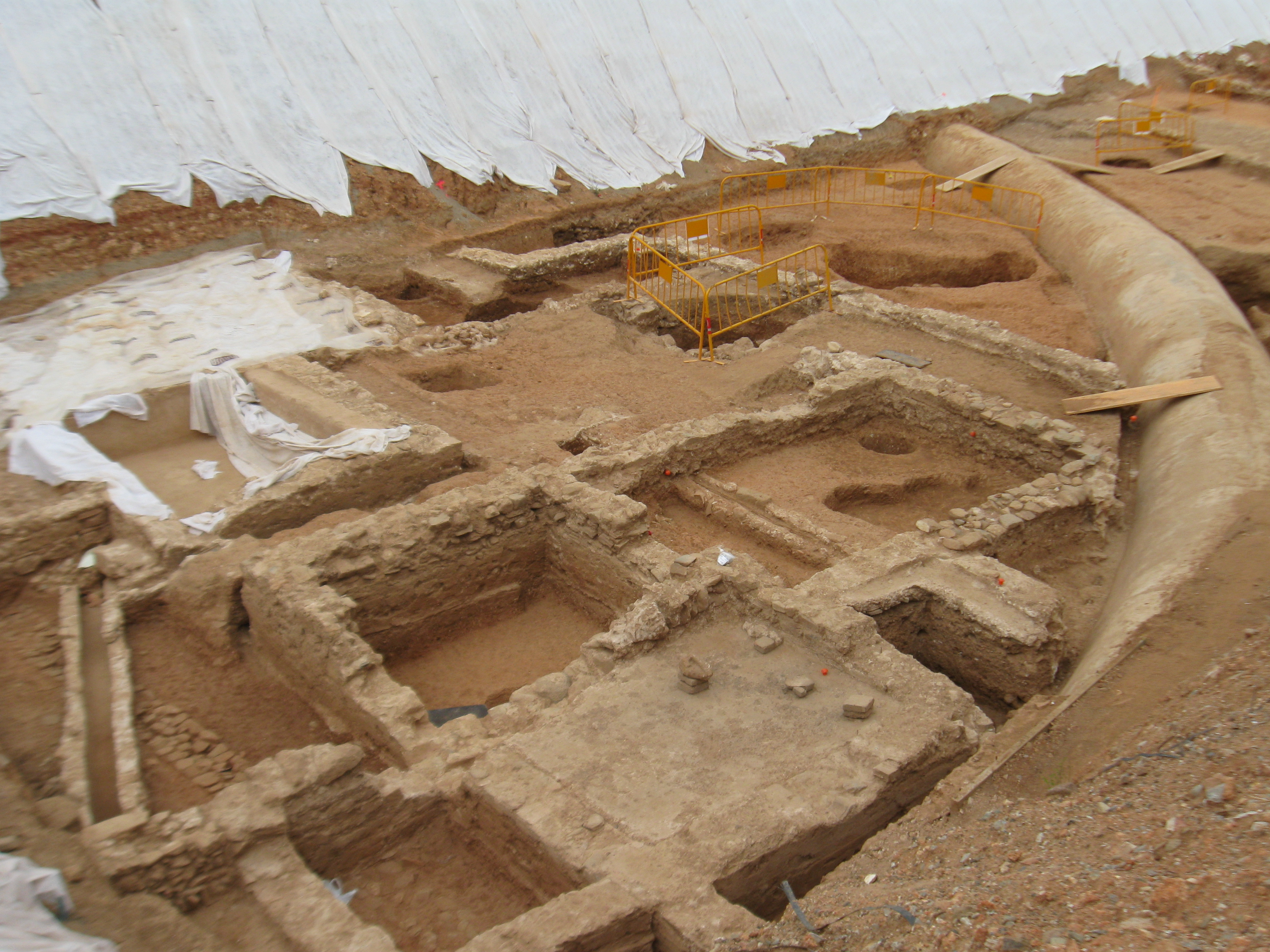
Vista parcial del jaciment.
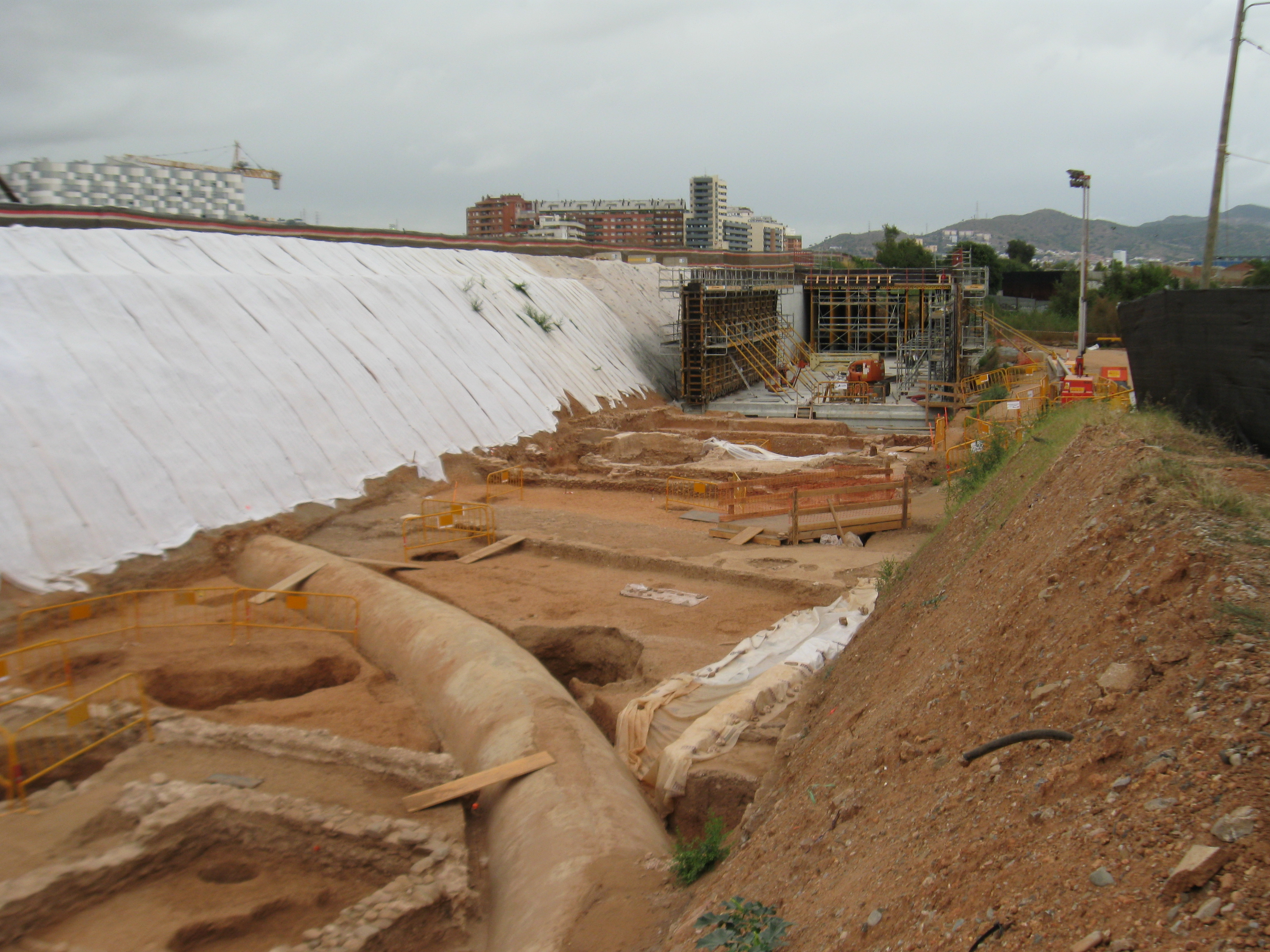
Vista general amb part de la vil·la ja colgada (fons de la imatge) pel ciment.